# Snyder (Nebraska)
Snyder es una villa ubicada en el condado de Dodge en el estado estadounidense de Nebraska. En el Censo de 2010 tenía una población de 300 habitantes y una densidad poblacional de 241,82 personas por km².

## Geografía
Snyder se encuentra ubicada en las coordenadas 41°42′17″N 96°47′11″O / 41.70472, -96.78639. Según la Oficina del Censo de los Estados Unidos, Snyder tiene una superficie total de 1.24 km², de la cual 1.24 km² corresponden a tierra firme y (0%) 0 km² es agua.

## Demografía
Según el censo de 2010, había 300 personas residiendo en Snyder. La densidad de población era de 241,82 hab./km². De los 300 habitantes, Snyder estaba compuesto por el 99.33% blancos, el 0% eran afroamericanos, el 0.33% eran amerindios, el 0% eran asiáticos, el 0% eran isleños del Pacífico, el 0% eran de otras razas y el 0.33% pertenecían a dos o más razas. Del total de la población el 1.33% eran hispanos o latinos de cualquier raza.